# Isla Cerritos
La isla Cerritos se ubica frente al litoral norte del estado de Yucatán, en el Golfo de México, 5 kilómetros al oeste del puerto de San Felipe, México.
La isla tiene alrederdor de 800 metros de longitud. Contiene un yacimiento arqueológico en el que se advierte que el lugar sirvió como infraestructura portuaria de los mayas. Fue un sitio estratégico para el comercio marítimo ya que controlaba la boca del estero de la Ría Lagartos en donde se encuentra una de las zonas productoras de sal más importantes de la Península de Yucatán, antes, el Mayab.
Se piensa que la época de mayor esplendor maya fue la del clásico terminal y posclásico temprano, período en que, se estima, tuvo un importante comercio con Guatemala, Belice, el interior de la península de Yucatán, Costa Rica y el sureste de los Estados Unidos. Los arqueólogos Willys Andrews IV en 1963, Jack Hatton en 1968, y Anthony Andrews entre 1975 y 1983, han escrito sobre la isla.
Se pueden observar numerosas aves marinas tales como el pelícano pardo o p'ontoj, la fragata o ch'iimay, gaviotas, charranes, cormoranes o camachos, y pájaros bobos. Esto ofrece un atractivo turístico para el municipio de San Felipe que usó tal riqueza biológica para ilustrar su escudo de armas.